# Шоппе, Мартин
Мартин Шоппе (нем. Martin Schoppe; 1936—1998) — немецкий музыковед, специалист по жизни и творчеству Роберта Шумана.
Многолетний директор Дома Шумана в Цвиккау и руководитель оргкомитета по проведению Международного конкурса имени Роберта Шумана. Расшифровал четырёхтомный рукописный дневник Шумана (около 850 листов). В 1970 г. удостоен Премии Роберта Шумана, а в 1990—1996 гг. возглавлял Общество Роберта Шумана в Цвиккау (вручающее эту премию).